# Ricardo Ramirez
Ricardo Ramirez CSB (* 12. September 1936 in Bay City) ist Altbischof von Las Cruces.

## Leben
Ricardo Ramirez trat der Ordensgemeinschaft der Kongregation der Basiliuspriester bei, legt die Profess am 12. September 1960 ab und empfing am 10. Dezember 1966 die Priesterweihe.
Papst Johannes Paul II. ernannte ihn am 27. Oktober 1981 zum Weihbischof in San Antonio und Titularbischof von Vatarba. Die Bischofsweihe spendete ihm der Erzbischof von San Antonio, Patrick Fernández Flores, am 6. Dezember desselben Jahres; Mitkonsekratoren waren John Louis Morkovsky, Bischof von Galveston-Houston, und Rafael Ayala y Ayala, Bischof von Tehuacán.
Am 17. August 1982 wurde er zum ersten Bischof des mit gleichem Datum errichteten Bistums Las Cruces ernannt und am 18. Oktober desselben Jahres in das Amt eingeführt. Am 10. Januar 2013 nahm Papst Benedikt XVI. seinen altersbedingten Rücktritt an.